# Ishimoto Shinroku
Ishimoto Shinroku est un nom japonais traditionnel ; le nom de famille (ou le nom d'école), Ishimoto, précède donc le prénom (ou le nom d'artiste).
Le baron Ishimoto Shinroku (石本 新六) (8 avril 1850 - 2 avril 1912) est un général de l'armée impériale japonaise qui fut ministre de la Guerre de 1911 à 1912.

## Biographie
Ishimoto est issu d'une famille samouraï du domaine de Himeji dans la province de Harima (actuelle préfecture de Hyōgo). Peu de temps après sa naissance, la maison familiale à Edo est détruite par le séisme Ansei-Tōkai de 1854, et à la suite de la restauration de Meiji de 1868, son père perd son travail et les privilèges de son statut. Malgré cette situation financière familiale désastreuse, il est envoyé à la Daigaku Nankō (ancêtre de l'université impériale de Tokyo) pour une éducation militaire, puis devient cadet dans la nouvelle armée impériale japonaise.
En février 1875, Ishimoto est accepté dans la 1re promotion de l'académie de l'armée impériale japonaise et commence des études de génie militaire. Il met immédiatement son savoir en application lors de la rébellion de Satsuma. Par la suite, de 1879 à 1882, il est envoyé comme attaché militaire en France où il achève ses études de génie et d'artillerie à l'école spéciale militaire de Saint-Cyr. Il retourne au Japon pendant un an, puis est de nouveau envoyé à l'étranger de 1883 à 1887 comme attaché militaire en Italie. De retour au Japon, il gravit rapidement les échelons. Il est promu colonel en 1895, Général de brigade en 1897, et devient instructeur de génie militaire, d'abord à l'académie de l'armée impériale japonaise, puis à l'école militaire impériale du Japon, et travaille comme chef d'une section du corps des ingénieurs de l'armée. Ses connaissances et savoir-faire attirent l'attention du général Terauchi Masatake, qui le nomme chef d'État-major durant la guerre russo-japonaise. Il est promu Général de division en 1904.
Après la guerre, Ishimoto reçoit le titre de baron (danshaku) selon le système de noblesse kazoku.
En 1911, Ishimoto est nommé ministre de la Guerre dans le gouvernement de Saionji Kinmochi. Il existe à l'époque une querelle entre l'armée qui réclame deux divisions d'infanterie supplémentaires, et le gouvernement qui affirme qu'il n'y a pas suffisamment d'argent dans le budget pour cela. Ishimoto meurt en fonction à 61 ans, en laissant la dispute non résolue. Sa tombe se trouve au temple Tenno-ji à Tokyo.
La femme d'Ishimoto était la fille du général Adachi Shotarō. Ils ont plusieurs enfants. Leurs second et cinquième fils deviendront également généraux dans l'armée et seront tués durant la Seconde Guerre mondiale.